# 黒部市立鷹施中学校
黒部市立鷹施中学校（くろべしりつ たかせちゅうがっこう）は、富山県黒部市にあった市立中学校。

## 概要
- 敷地面積 - 26,734m2[2]
- 校舎 - 鉄筋コンクリート造り4階建て、建築面積1,471m2、延床面積4,189m2[2]。
- 屋内体育館、武道館 - 鉄筋コンクリート造り3階建て（体育館）および2階建て（武道館）、建築面積1,711m2、延床面積1,787m2[2]。
- 付帯施設 - グラウンド、プール、武道館、寄宿舎他[2]。

## 沿革
- 1947年4月1日 - 桜井町立西部中学校として、石田小学校の南側6教室を借りて開校[3]。
- 1948年9月 - 桜井町立西部中学校、独立校舎竣工[3]。
- 1949年3月 - 不二越鋼材工業から購入した建物を講堂として、小学校と共用[3]。
- 1954年4月1日 - 桜井町立西部中学校が黒部市立西部中学校と改称[3]。
- 1958年 - 中学校の再編統合によって、黒部市立西部中学校が黒部市立白鷹中学校と改称[3]。
- 1966年
  - 6月 - 校舎の第1期工事が竣工[2]。
  - 11月 - 校舎の第2、第3期工事が竣工[2]。
  - 11月14日 - 黒部市立の白鷹中学校と布施中学校の統合が決定する[3]。
- 1967年
  - 4月1日 - 黒部市立の白鷹中学校と布施中学校が統合して発足[3]。
  - 9月 - 現在地に校舎が竣工し移転[3]。
- 1969年2月 - 屋内体育館が竣工[2]。
- 1987年12月 - 武道館が竣工[2]。
- 1995年 - 1997年 - 校舎を大規模改修[3]。
- 2014年 - 屋内体育館を耐震補強[2]。
- 2020年 - 黒部市立高志野中学校と統合され、黒部市立清明中学校となった。統合後の校舎は、高志野中学校を利用することとなった[4]。

## 部活動
- 野球部
- 陸上部
- ソフトテニス部
- バドミントン部
- 女子バレー部
- 女子バスケットボール部
- 剣道部
- 柔道部
- 吹奏楽部
- 美術部
- 三味線部
- 民謡部
- スキー部(特設)
- 駅伝部(特設)
- 水泳部(特設)

## 通学区域
石田小、たかせ小校下
なお、東布施地区（たかせ小校下）の生徒は通学にスクールバスを利用している。

## 舞台とした作品
- 高良くんと天城くん - 2022年放送のドラマ版で、廃校となった校舎がロケに使用された[6]。

## 著名な出身者
- 冨岡聖平（プロ野球選手）

## 周辺
- 立山神社
- 布施川

## アクセス
- あいの風とやま鉄道線 黒部駅より徒歩約30分
- 富山地方鉄道本線 経田駅より徒歩約28分
- 富山地方鉄道本線 電鉄石田駅より徒歩約20分